# ジャガー・Fペイス
ジャガー・Fペイス (F-Pace) は、イギリスの自動車メーカーであるジャガーが製造・販売する高級クロスオーバーSUVである。

## 概要

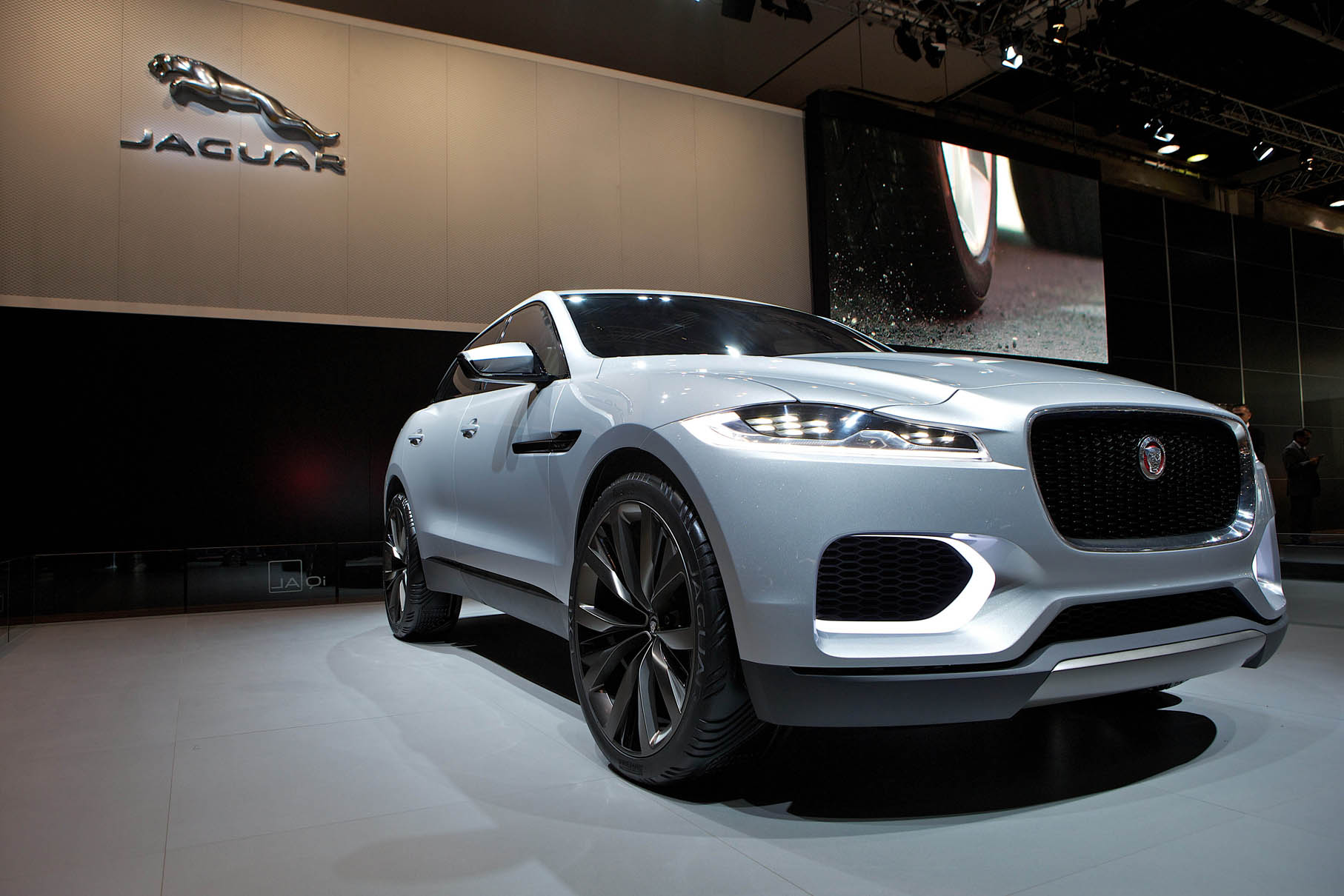
C-X17

2013年9月に開催されたフランクフルトモーターショーで、Fペイスのベースとなるコンセプトカー「C-X17」が公開された。今後ジャガーが推し進めていく新型のアルミ製のモノコックボディが初採用されており、また、エクステリアデザインには、イアン・カラムによって同時期のジャガー各モデルの特徴が取り入れられている。
2014年6月17日、ジャガー・ランドローバー・ジャパンによって日本初公開された。フランクフルトで公開されたC-X17は4シーターだったが、この時点では5シーターに変更されていた。またジャガー側からも、近い将来の日本市場導入を示唆するコメントが出された。
初公開から2年後の2015年9月、同じくフランクフルトモーターショーで市販バージョンの「F-Pace」が正式に公開された。この時点で、エンジンのラインナップ詳細も合わせて紹介された。
同年11月の第44回東京モーターショーで日本初公開された。また、これに先立って、世界限定2,000台が生産される「Fペイス・ファースト・エディション」が、日本に50台割り当てられることも発表されている。
2016年、ジャガー・ランドローバー・ジャパンは1月29日からF-Paceの予約受注を開始すると発表した。

## メカニズム
ジャガーによると、F-Paceはスポーティさと実用性を兼ね備えたモデルである。XEおよびXFとの共通アーキテクチャーが使われ、アルミニウム素材により、敏捷性を損なうことなく効率性も実現されている。
エンジンは、通常のガソリンエンジンのほか、ジャガー・ランドローバーが手掛けた新型ディーゼルエンジン「インジニウム (INGENIUM) 」を搭載したモデルも揃えられている。スポーツカーで実績が豊富なジャガーだけあって、クロスオーバーSUVながら高いパフォーマンスを獲得している (後述) 。

### モデル・グレード一覧 (日本)
ジャガー・ジャパン (JAGUAR JAPAN) の公式ページによる。
| モデル・グレード名                       | エンジン                              | 排気量      | 最高出力           | 最大トルク                 | トランス ミッション | 駆動方式  | 最高速度 | 日本での価格 |
| ---------------------------------------- | ------------------------------------- | ----------- | ------------------ | -------------------------- | ------------------- | --------- | -------- | ------------ |
| ピュア (PURE)                            | 直4 ターボ付ディーゼル (インジニウム) | 1,998.68 cc | 180 PS / 4,000 rpm | 430 Nm / 1,750 - 2,500 rpm | 8速AT               | 4WD (AWD) | 208 km/h | 639.0万円    |
| プレステージ (PRESTIGE)                  | 直4 ターボ付ディーゼル (インジニウム) | 1,998.68 cc | 180 PS / 4,000 rpm | 430 Nm / 1,750 - 2,500 rpm | 8速AT               | 4WD (AWD) | 208 km/h | 663.0万円    |
| Rスポーツ (R-SPORT)                      | 直4 ターボ付ディーゼル (インジニウム) | 1,998.68 cc | 180 PS / 4,000 rpm | 430 Nm / 1,750 - 2,500 rpm | 8速AT               | 4WD (AWD) | 208 km/h | 728.0万円    |
| Rスポーツ (R-SPORT)                      | V6 スーパーチャージャー付 ガソリン    | 2,995.00 cc | 340 PS / 6,500 rpm | 450 Nm / 4,500 rpm         | 8速AT               | 4WD (AWD) | 250 km/h | 849.0万円    |
| S                                        | V6 スーパーチャージャー付 ガソリン    | 2,995.00 cc | 380PS / 6,500rpm   | 460Nm / 4,500rpm           | 8速AT               | 4WD (AWD) | 250 km/h | 981.0万円    |
| ファースト・エディション (FIRST EDITION) | V6 スーパーチャージャー付 ガソリン    | 2,995.00 cc | 380PS / 6,500rpm   | 460Nm / 4,500rpm           | 8速AT               | 4WD (AWD) | 250 km/h | 1108.9万円   |